# Майское (Алматинская область)
Майское (каз. Май) — село в Енбекшиказахском районе Алматинской области Казахстана. Входит в состав Шелекского сельского округа. Код КАТО — 194083200.

## Население
В 1999 году население села составляло 768 человек (399 мужчин и 369 женщин). По данным переписи 2009 года, в селе проживали 883 человека (428 мужчин и 455 женщин).